# اسپانیا در قرون وسطی
اسپانیا در قرون وسطی (انگلیسی: Spain in the Middle Ages)، دوره‌ای از تاریخ اسپانیا است که از قرن ۷ تا ۱۵ میلادی ادامه یافت. از قرن ۸ میلادی تا اوایل قرن ۱۰ میلادی، بخش اعظمی از سرزمین اسپانیا (اندلس) تحت حاکمیت دولت و امارت‌های اسلامی بود و به واسطه سیاست‌های حکام مسلمانان، اسپانیا به شکوفایی در قرون وسطی رسید؛ قرطبه، مرکز علم و دانش شد، کشاورزی و صنایع وابسته به آن رونق گرفت و اسپانیا به دلیل داشتن چرم، فولاد، پشم و کاغذ عالی، در اروپای قرون وسطی مشهور شد. اما این روند رو به رشد دوام نیافت و همراه با ضعف دولت‌های اسلامی در قرن ۱۱، شماری از پادشاهی‌های کوچک مسیحی همچون لئون، کاستیل، ناوار، آراگون و بارشلونه (بارسلون) شکل گرفت.
اختلافات درونی دول اسلامی در اسپانیا و حمایت فرانسه از پادشاهی‌های کوچک برای بازپس‌گیری کامل اسپانیا، منتج به آغاز جنگی معروف به بازپس‌گیری اندلس (reconquista) شد که علاوه صبغه سیاسی، رنگ و بوی مذهبی نیز به خود گیرد. با آغاز جنگ، فتوحات مسیحیان به واسطه عدم اتحاد پادشاهی‌های سرعت کندی داشت اما طی قرن ۱۲، اتحادیه بین پادشاهی‌ها برای بیرون کردن مسلمانان شکل گرفت؛ با این حال، بازپس‌گیری ادامه یافت تا پادشاهی پرتغال بعد از فتح لیسبون طی قرن ۱۲ شکل گرفت. سرانجام پس از ۵ قرن نبرد میان مسیحیان و مسلمانان در اسپانیا، با تسخیر گرانادا در سال ۱۴۹۲، مسیحیان موفق به بیرون راندن مسلمانان از شبه‌جزیره ایبری شدند.